# Jan Karlsen
Jan Karlsen var mellan 1998 och 2010 ordförande i Polisförbundet.